# Rembrandttoren
Rembrandttoren − najwyższy wieżowiec w Amsterdamie, stolicy Holandii, o wysokości 150 m.
Został zbudowany w stylu modernistycznym. Jego budowę rozpoczęto w 1991 roku, a zakończono w 1995 roku. Budynek posiada 35 kondygnacji.